# РД-0120
РД-0120 — жидкостный ракетный двигатель, работающий на жидком водороде и жидком кислороде. Двигатель выполнен по замкнутой схеме с дожиганием генераторного газа после турбины. Использовался в качестве двигателя на второй, центральной, ступени ракеты-носителя «Энергия». Всего на второй ступени было установлено четыре двигателя РД-0120.

## История
Двигатель РД-0120 начал разрабатываться в 1976 году в КБ химической автоматики (г. Воронеж) группой конструкторов под руководством А. Д. Конопатова. Позднее главным конструктором проекта становится В. С. Рачук.
Лётные испытания двигателя были проведены в составе РН «Энергия». Всего осуществлено два успешных пуска, первый состоялся 15 мая 1987 года.
В перспективе предполагалось довести тягу двигателя до 230 тс в вакууме и до 224 тс на земле, с повышением удельного импульса до 460,5 с в вакууме и до 443 с на земле. Также планировалось сделать его многоразовым по типу РД-170.
К середине 1990-х годов российские предприятия в связи с интенсивной утратой сложившейся кооперации и стремительным сокращением номенклатуры выпускаемой продукции были уже не в состоянии производить подобный двигатель. По некоторым оценкам, на восстановление утраченных технологий требовались затраты в размере $1 млрд и несколько лет работы.
По мнению некоторых экспертов, технология производства РД-0120 к настоящему времени полностью утрачена. Однако на основе его технологий на том же предприятии создается кислородно-водородный двигатель РД-0146. В 2015 году глава Научно-технического совета Роскосмоса Юрий Коптев сообщил СМИ, что восстановление производства РД-0120 займет 8-9 лет.

## Характеристики
По данным РКК «Энергия», двигатель, установленный на второй ступени РН «Энергия», имел следующие характеристики:
- тяга у земли — 146 тс;
- тяга в вакууме — 190 тс;
- удельный импульс у земли — 351 кгс·с/кг;
- удельный импульс в вакууме — 452 кгс·с/кг.
- потребление горючего — жидкий водород 60,05 кг/с, жидкий кислород 360,3 кг/с